# Kevin Eubanks
Kevin Tyrone Eubanks (Philadelphia, 1957. november 15. −) amerikai jazzgitáros.

## Pályafutása
Mielőtt 1983-ban saját zenekarát megalakította volna, már játszott többek között Art Blakey-vel, Roy Haynes-szal, Slide Hampton-nal és Sam Rivers-szel.
1995-től a Tonight Show Band vezetője.
Bátyjához hasonlóan, (Art Blakey, dzsessztrombitás) ő is játszott Dave Hollanddal.
Philadelphiából származik (Pennsylvania, USA) – és hogy támogassa a helyi sportegyesületeket – gyakran visel Philadelphia Eagles vagy Philadelphia 76ers feliratú sapkákat.